# Троїцький собор (Яготин)
Собо́р Свято́ї Трі́йці (Троїцький собор, Свято-Троїцький собор, Собор Пресвятої Трійці) — православний храм у Яготині, збудований у 1795–1800 роках та зруйнований у 1936 році. Відбудований в 1999–2016 роках.

## Історія
Мурований Троїцький собор із дзвіницею були збудовані протягом 1795–1800 років в центрі Яготина. Проект розробив відомий російський архітектор Микола Львов на замовлення власника містечка, графа, генерал-фельдмаршала та останнього гетьмана Війська Запорозького — Кирила Розумовського.
Троїцький собор згадував Тарас Шевченко у своєму творі «Близнюки» та «Щоденнику».
Собор та дзвіниця буди знищені в 1936 році. Збереглися фотографії собору та проектні креслення Миколи Львова.

## Опис
Собор належав до рідкісного типу великих ротондальних храмів, діаметр якого становив понад 25 метрів. Стіни ротонди зовні оточувала відкрита колонада великого тосканського ордеру, в якому був виконаний собор. Споруду увінчувала сферична баня діаметром 14 метрів.

## Дзвіниця
Дзвіниця за типом була надбрамна, прямокутна в плані та двоярусна. У першому ярусі була велика арка проїзду. Другий ярус був зроблений у вигляді колонади, увінчаний банею.
За своїм архітектурним вирішенням нагадує дзвіницю Миколаївської церкви в Диканьці.

## Відбудова
В 1994 році поруч зі знищеним храмом у в тимчасовому приміщенні-каплиці почала звершувати своє служіння релігійна громада Київського Патріархату.
В 1999 році собор потрапив до затвердженої Урядом програми відтворення пам'яток.
З 1999 року по 2005 рік громада проводила реставрацію власними силами.
У 2005 році храм був визнаний пам'яткою архітектури і держава долучилася до відбудови. Розпорядником коштів та головним виконавцем робіт було визначено державну організацію — Управління капітального будівництва Київської обласної державної адміністрації.
У 2007 році рішенням Кабінету Міністрів Свято-Троїцький собор був виключено з переліку пам'яток архітектури, а відтак і роботи по ньому призупинилися. Відтоді громада Київського Патріархату неодноразово зверталася з проханнями передати їй будівлю для завершення реставрації, але отримувала відмови. Тільки у 2015 році Яготинська міська рада офіційно передала недобудований храм Свято-Троїцькій громаді. Завдяки фінансовій підтримці Патріарха Філарета за декілька місяців 2015 року було виконано внутрішні оздоблювальні роботи.
2 січня 2016 року, Святійший Патріарх Київський Філарет освятив новозбудований Троїцький собор.